# Опольский, Константин Егорович
Константин Егорович Опольский (24 октября 2001, Лутугино) — российский боксёр. Чемпион России 2024 года, бронзовый призёр чемпионата России 2022 года. Мастер спорта России международного класса (2022).

## Биография
Константин Опольский родился 24 октября 2001 года в Лутугино, Луганская область. Воспитанник Луганской школы бокса. В 2017 году переехал из Луганской области в Петрозаводск. Позже тренировался в Ногинске Московской области. Тренируется у Валерия Бирюкова и Игоря Байкина.
На чемпионате России 2022 года в Чите в весе до 60 кг стал бронзовым призёром. В этом же году был удостоен звания мастер спорта России международного класса.
На чемпионате России 2024 года в Иркутске вышел в финал в весовой категории до 60 кг, где победил Никиту Космана и стал чемпионом страны.

## Спортивные достижения
| Год  | Соревнование     | Место |
| ---- | ---------------- | ----- |
| 2022 | Чемпионат России | 3     |
| 2024 | Кубок России     | 2     |
| 2024 | Чемпионат России | 1     |
| 2025 | Кубок России     | 2     |